# Дальтон, Герман
Герман Дальтон ( 1833—1913) — реформатский пастор.

## Биография
Родился 20 августа 1833 года в Оффенбахе на Майне. С 1858 года был пастором немецкой реформатской общины в Санкт-Петербурге, служил в реформатской церкви Св. Павла. В 1872 году заведовал реформатским училищем.
В 1888 году покинул Россию и, поселившись в Берлине, написал по поводу мероприятий русского правительства в Остзейском крае полемическую книгу «Zur Gewissensfreiheit in Russland. Offenes Sendschreiben an Pobedonoszeff» (1—8 изд. 1890; русский перевод. — Лейпциг, 1890). Другие его сочинения:
- «Nathanael, Vorträge über das Christenthum» (1861; 3 изд. 1886);
- «Geschichte der reform. Kirche in Russland» (Гота, 1865);
- «Das Gebet des Herrn in den Sprachen Russlands» (1870);
- «Reisebilder aus Griechenland und Kleinasien, Randzeichnungen zu einigen Stellen des Neuen Testaments» (1884);
- «Verfassungsgeschichte der evang.-luth. Kirche in Russland» (Гота, 1887);
- «Urkundenbuch der evang.-reform. Kirche in Russland» (Гота, 1888);
- «Die russische Kirche» (1891).

Умер 7 мая 1913 года в Берлине.